# Viersat
Viersat település Franciaországban, Creuse megyében. Lakosainak száma 281 fő (2022. január 1.). Viersat Lamaids, Quinssaines, Teillet-Argenty, Budelière, Chambon-sur-Voueize, Lépaud és Nouhant községekkel határos.

## Népesség
A település népessége az elmúlt években az alábbi módon változott:
| Lakosok száma | 464  | 343  | 378  | 342  | 303  | 302  | 303  | 288  | 280  | 281  |
|               | 1968 | 1982 | 1990 | 2006 | 2013 | 2015 | 2017 | 2019 | 2020 | 2022 |